# Alcocer de Planes
Alcocer de Planes (en valenciano y oficialmente, Alcosser) es un municipio de la Comunidad Valenciana, España. Situado en el norte de la provincia de Alicante, en la comarca del Condado de Cocentaina. Cuenta con una población de 259 habitantes (INE 2024).

## Geografía
Está situado en la Baronía de Planes, cerca del embalse de Planes, entre el río Serpis y la sierra de Benicadell, en la parte central del Condado de Cocentaina.

### Localidades limítrofes
Limita con los términos municipales de Benimarfull, Cocentaina, Gayanes, Muro de Alcoy y Planes.

## Historia
El pueblo es de origen musulmán: el nombre de Alcocer viene, en efecto, de la voz árabe al-qasayr, que significa "fortaleza pequeña". Conquistada a mediados del siglo XIII por Jaime I de Aragón, fue incorporada al Reino de Valencia. Constituía un lugar de moriscos, con 60 casas (unos 270 habitantes) islámicos en 1609, en el momento previo a su expulsión.

## Demografía
Alcocer de Planes cuenta con una población de 259 habitantes (INE 2024).
| Gráfica de evolución demográfica de Alcocer de Planes entre 1842 y 2021                                             |
| |
| Población de derecho según los censos de población del INE Población de hecho según los censos de población del INE |

## Administración y política
| Elecciones municipales del 24 de mayo de 2015 | Elecciones municipales del 24 de mayo de 2015 | Elecciones municipales del 24 de mayo de 2015 | Elecciones municipales del 24 de mayo de 2015 | Elecciones municipales del 24 de mayo de 2015 | Elecciones municipales del 24 de mayo de 2015 | Elecciones municipales del 24 de mayo de 2015 |
| Partido                                       | Partido                                       | Candidato                                     | Votos                                         | Votos                                         | Concejales                                    | Concejales                                    |
| --------------------------------------------- | --------------------------------------------- | --------------------------------------------- | --------------------------------------------- | --------------------------------------------- | --------------------------------------------- | --------------------------------------------- |
| Partido Popular                               | Partido Popular                               | Arturo Abad Ferrer                            | 66                                            | 49,62 %                                       | 5                                             | 1                                             |
| Elecciones municipales del 28 de mayo de 2023 |                                               |                                               |                                               |                                               |                                               |                                               |
| PSPV-PSOE                                     | PSPV-PSOE                                     | María Ballesteros                             | 68                                            | 46.25 %                                       | 4                                             | 4                                             |
| PP                                            | PP                                            | Arturo Abad Ferrer                            | 68                                            | 46.25 %                                       | 3                                             | 2                                             |
| Fuente: Ministerio del Interior (España).     |                                               |                                               |                                               |                                               |                                               |                                               |

| Periodo   | Nombre                                                  | Partido   |
| --------- | ------------------------------------------------------- | --------- |
| 1979-1983 | Francisco Prats Torregrosa                              | UCD       |
| 1983-1987 | Francisco Prats Torregrosa                              | AP        |
| 1987-1991 | Francisco Prats Torregrosa                              | AP        |
| 1991-1995 | Francisco Prats Torregrosa                              | PP        |
| 1995-1999 | Francisco Prats Torregrosa                              | PP        |
| 1999-2003 | Francisco Prats Torregrosa                              | PP        |
| 2003-2007 | Elodia Esther Jordá Nadal                               | PP        |
| 2007-2011 | Galo Fresneda (hasta 2008) Sonsoles Silvestre Calatayud | PP        |
| 2011-2015 | Sonsoles Silvestre Calatayud                            | PP        |
| 2015-2019 | Arturo Abad Ferrer                                      | PP        |
| 2019-2023 | Lucía Capablanca Francés                                | Compromís |
| 2023-act. | María Ballesteros                                       | PSPV-PSOE |

## Monumentos y lugares de interés
- Iglesia parroquial. De estilo dedicada a san José.
- Castillo. En la actualidad en estado ruinoso.
- "Calvario". Lugar de peregrinación de los jóvenes para reunirse y hacer botellón.
- "La fuente". Fuente muy antigua donde se ubica el lavador del pueblo y la gente iba a lavar, actualmente refugio para los jóvenes.
- "La pérgola". Plaza donde se reúnen los vecinos a cenar en verano.

## Fiestas
- Fiestas Patronales. Se celebran en honor a su patrono santo Gil, a los santos Abdón y Senén y al Cristo de la Piedad, el primer domingo de septiembre.
- FestAlcosser. Día dedicado a la cultura y la fiesta para los niños, jóvenes y adultos.